# Vol Garuda Indonesia 200
Le 7 mars 2007,  le vol Garuda Indonesia 200, un vol intérieur régulier, assuré par un Boeing 737-400 de la compagnie Garuda Indonesia et reliant l'aéroport international Soekarno-Hatta, à Jakarta, et l'aéroport Adisutjipto, à Yogyakarta, subit une violente sortie de piste lors de l'atterrissage, avant de finir sa course dans un rizière et de prendre feu, causant la mort de 21 des 140 passagers et membres d'équipage à bord. 
À l'époque, il s'agit du cinquième accident aérien grave impliquant un Boeing 737, survenue en Indonésie en moins de six mois.

## Avion et équipage
L'appareil impliqué est un Boeing 737-497, immatriculé PK-GZC. Il a effectué son premier vol en 1992. Cet avion appartient à GE Capital Aviation Services, qui a déjà été loué à de nombreuses compagnies aériennes avant que Garuda Indonesia ne le loue en 2002. Il avait cumulé plus de 35 200 heures de vol et 37 300 cycles de vol (décollages/atterrissages) depuis son premier vol en 1992.
Le commandant de bord est Muhammad Marwoto Komar (44 ans), qui travaille pour Garuda Indonesia depuis plus de 21 ans. Il totalise 13 421 heures de vol, dont 3 703 heures sur Boeing 737. Le copilote est Gagam Saman Rohmana (30 ans), qui travaille pour la compagnie aérienne depuis trois ans et totalise 1 528 heures de vol à son actif, dont 1 353 sur 737. 

## Accident
Le vol 200 a décollé de l'aéroport international Soekarno-Hatta, à Jakarta, avec 133 passagers à bord, dont 21 ressortissants étrangers (10 Australiens, 2 Américains, 2 Brunéiens, 5 Allemands et 2 Sud-Coréens). Plusieurs journalistes australiens étaient à bord de l'avion, couvrant la visite à Java du ministre des Affaires étrangères d'Australie, Alexander Downer, et du procureur général Philip Ruddock. Les journalistes étaient à bord de cet avion en raison du fait que celui transportant les dignitaires australiens était complet.
Vers 7 h 00, heure locale, le commandant de bord a tenté d'atterrir à l'aéroport Adisutjipto, à Yogyakarta, malgré une approche non stabilisée en raison d'une vitesse excessive et d'une descente trop abrupte, et sans prendre en compte les avertissements du copilote et de l'avertisseur de proximité du sol (GPWS). 
Le vol 200 a atterri à 2 820 pieds (860 m) au-delà du seuil de piste, à une vitesse de 221 nœuds (409 km/h), soit 87 nœuds (161 km/h) de plus que la vitesse normale d'atterrissage. L'avion se pose sur la piste avec une telle force qu'il rebondit à deux reprises, brisant alors le train d'atterrissage avant. 
Le 737 a finalement dépassé l'extrémité de la piste, a traversé la clôture en périphérie de l'aéroport, a été gravement endommagé en traversant une route à proximité et s'est finalement arrêté dans une rizière voisine.
Un violent incendie alimenté par le carburant fuyant des réservoirs s'est rapidement déclaré, et les véhicules de lutte anti-incendie de l'aéroport n'ont pas pu accéder au site du crash. Alors que la plupart des passagers ont pu s'échapper, 20 d'entre eux ainsi qu'un des membres de l'équipage ont péri à l'intérieur du fuselage en feu.

Site de l'accident
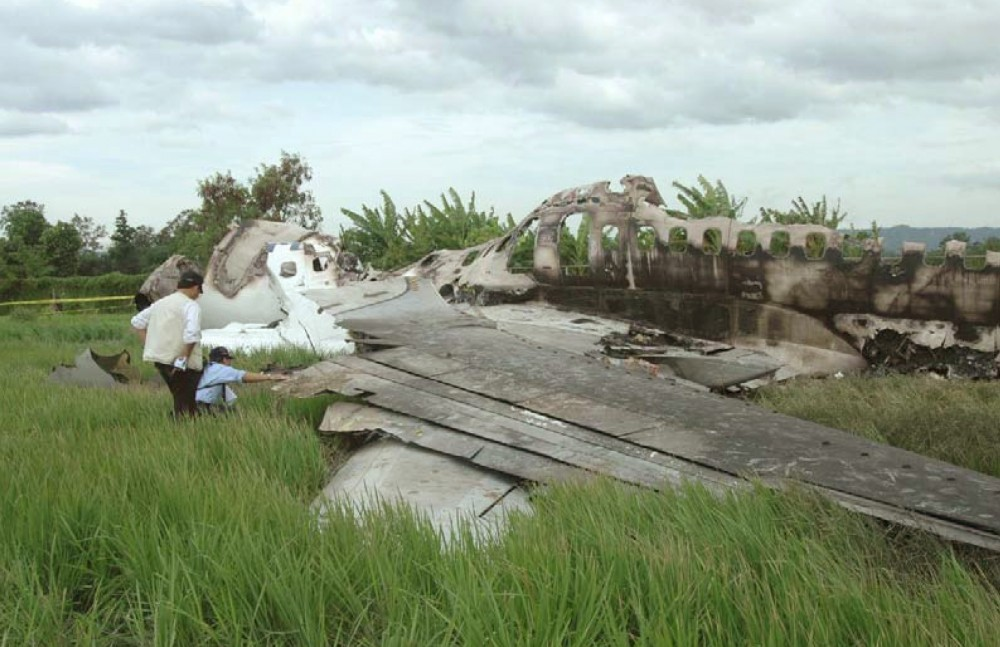
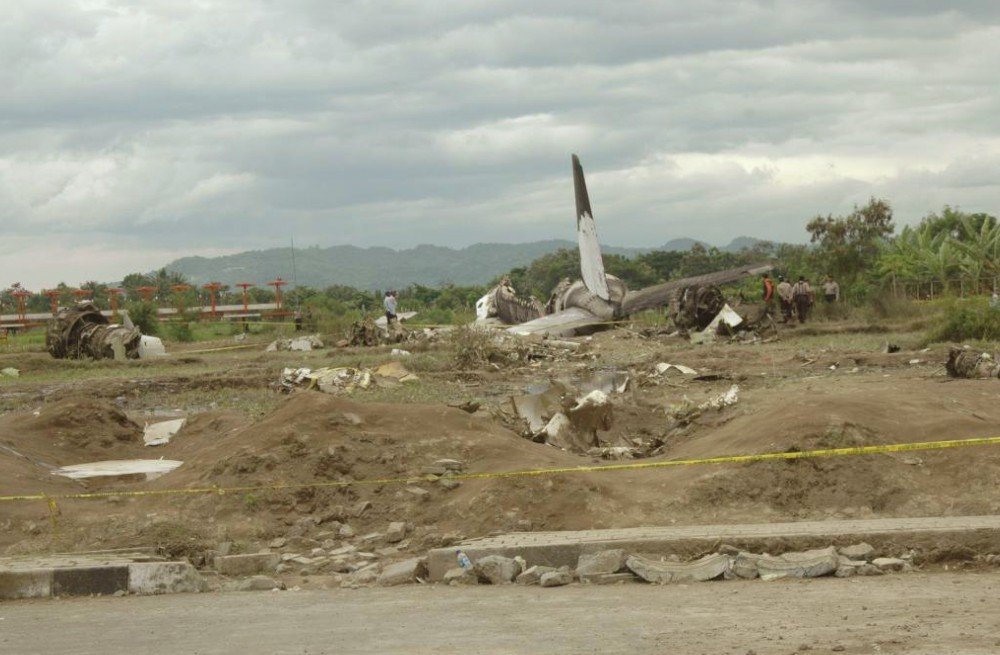
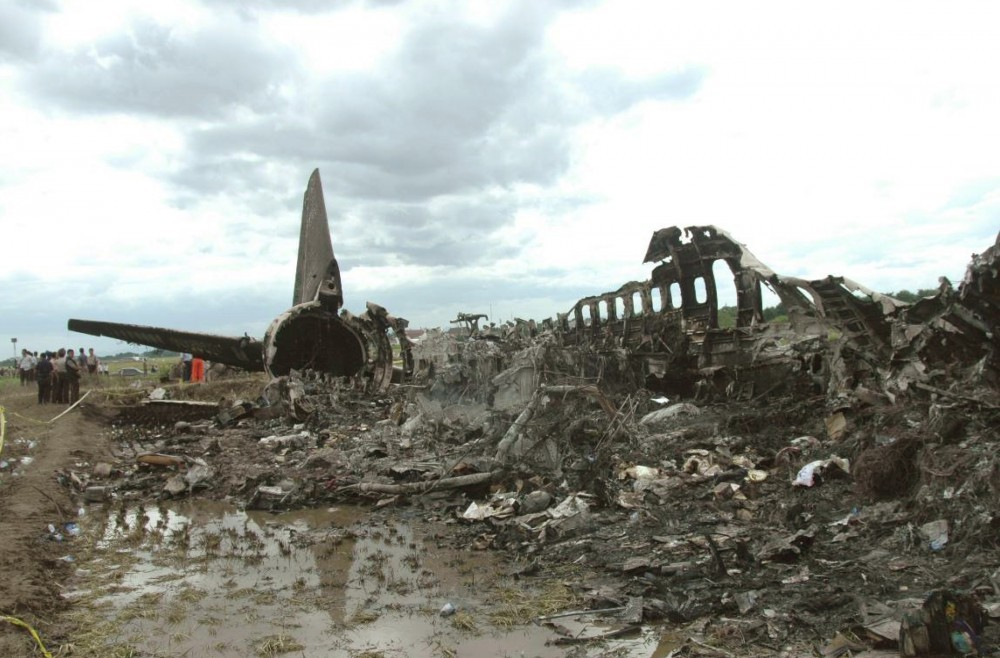

## Enquête
L'enquête sur cet accident a été menée par le Comité national pour la sécurité dans les transports indonésien (NTSC). Des membres du personnel du Bureau australien de la sécurité des transports (ATSB) sont venus en aide au NTSC sur les lieux de l'accident, notamment en inspectant l'épave du 737. Le Conseil national de la sécurité des transports américain (NTSB) a dépêché une équipe pour aider à l'enquête, comprenant des représentants de Boeing et de la Federal Aviation Administration (FAA). 
Les deux enregistreurs de vol (enregistreur de paramètres (FDR) et enregistreur phonique (CVR)) ont été retirés de l'épave et transportés par avion au siège de l'ATSB pour une analyse plus approfondie. Le personnel australien n'a pas pu extraire les données du CVR, qui a ensuite été envoyé à l'usine Boeing de Renton, dans l'État de Washington, aux États-Unis, pour être analysé.
Il a été établi par le NTSC que cet accident est le résultat d'une erreur de l'équipage. Le commandant de bord, alors pilote en fonction (PF), a effectué une descente excessivement raide avec une vitesse beaucoup trop élevée, supérieure à 400 km/h, pendant l'approche et l'atterrissage. 
L'attention du commandant Komar s'est focalisée essentiellement sur la tentative de réussir la première approche, et il n'a pas entendu les avertissements du copilote et ses recommandations d'interrompre l'atterrissage et d'effectuer une remise de gaz, ni les différentes alarmes lui indiquant la mauvaise configuration de l'avion pour l'atterrissage, qui étaient audibles sur l'enregistrement du CVR. Le copilote n'a pas repris le contrôle de l'appareil dans ces circonstances, comme l'exige pourtant la politique de Garuda Indonesia, apparemment en raison d'une formation inadéquate des pilotes de la compagnie aérienne. 
De plus, les volets des ailes du 737 n'étaient pas complètement déployés à 40° (configuration requise pour un atterrissage standard), ni même à 15° comme demandés à plusieurs reprises par le commandant de bord, mais seulement à 5° parce que le copilote savait que c'était le maximum recommandé pour un avion volant à une vitesse si élevée, mais il a omis d'en informer le commandant.
Depuis le 1er mars 2007, Garuda Indonesia avait mis en place un nouveau système d'incitation à l'économie de carburant, qui accorde une prime salariale si la consommation de carburant lors d'un vol est inférieure à la valeur nominale. Lors de son entretien avec la NTSC, le commandant Komar a nié que cela ait influencé sa décision de ne pas interrompre l'atterrissage.

## Conséquences
À la suite du crash du vol 200, l'Union européenne (UE) a interdit à toutes les compagnies aériennes indonésiennes de voler vers l'espace aérien européen. Cette interdiction a été un moment décisif pour Garuda Indonesia, conduisant à des réformes généralisées au sein de la compagnie aérienne pour améliorer à la fois ses normes de sécurité et de service. Elle a notamment conduit à la mise en œuvre du programme d'amélioration Quantum Leap sur 5 ans. 
La flotte de la compagnie a presque doublé avec l'introduction de nouveaux appareils, tels que le Boeing 737-800 et l'Airbus A330-300. Elle a également ajouté davantage de destinations, en démarrant ou en reprenant des services vers des destinations telles qu'Amsterdam et Londres. L'interdiction de l'UE sur Garuda a été levée en juin 2009, deux ans après l'accident, et la compagnie aérienne a repris ses services vers l'Europe peu de temps après, avec l'inauguration d'un service à escale unique entre Jakarta et Amsterdam, avec une escale à Dubaï.

## Médias
L'accident a fait l'objet d'un épisode dans la série télé Air Crash nommé « Terrible conclusion » (saison 15 - épisode 8).